# مارتين بورمان

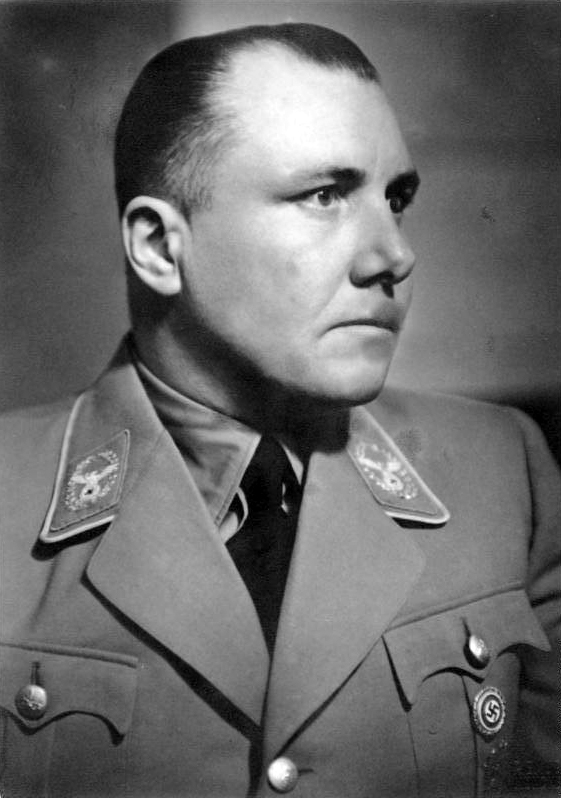
بورمان عام 1939 بالزي العسكري.

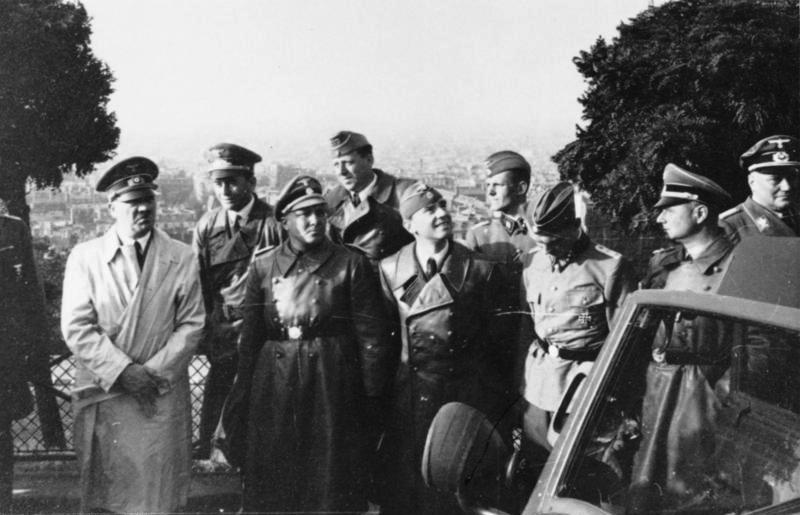
بورمان بجانب أدولف هتلر وبريكر وسبير في العاصمة الفرنسية باريس عام 1940.

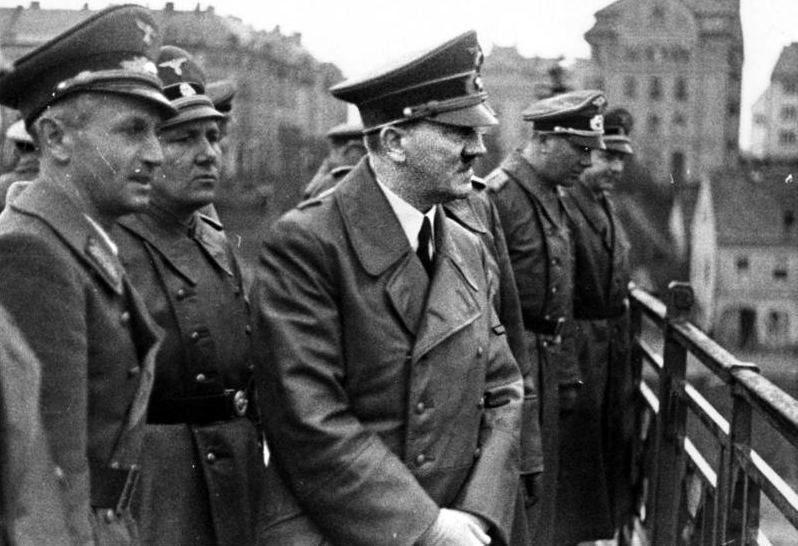
بورمان بجانب هتلر عام 1941

مارتين بورمان (بالألمانية: Martin Bormann)، من مواليد 17 يونيو 1900، وأنتحر بتاريخ 2 مايو 1945، كان محاربًا نازيًا قديمًا، من أكبر الموالين لأدولف هتلر وأقوى قادة الجيش الألماني، كما أنه تولى رئاسة الحزب النازي، بعد انتهاء الحرب العالمية الثانية جرت العديد من المحاولات للبحث عنه وإخضاعه للمحاكمة في نورمبيرغ بألمانيا وكان يعتقد أنه لم يمت، وقيل إنه شوهد في أوروبا وباراغواي وفي دول أخرى عديدة في أميركا الجنوبية، وفي مؤتمر صحافي عام 1967 أعلن عدد من المسؤولين أن بورمان لا يزال حياً، وهذا على الرغم من تأكيد الكثيرين مثل إيريك كيمبكا، وآرتر واكسمان، على أنه توفي أثناء محاولته عبور الحدود الروسية، وفي عام 1999 عُثِر على بعض الأشلاء والتي تم التأكد أنها تعود لبورمان.